# Naeem Saadavi
Naeem Saadavi (persan : نعیم سعداوی) (né le 16 juin 1969 à Ahvaz en Iran) est un joueur de football international iranien, qui évoluait au poste de défenseur, avant de devenir entraîneur.

## Biographie

### Carrière de joueur

#### Carrière en sélection
Avec l'équipe d'Iran, il joue 22 matchs (pour un but inscrit) entre 1996 et 1998. 
Il figure dans le groupe des sélectionnés lors de la Coupe du monde de 1998.
Il participe également à la Coupe d'Asie des nations de 1996, où son équipe se classe troisième.

## Palmarès
- Troisième de la Coupe d'Afrique des nations 1996 avec l'équipe d'Iran
- Champion d'Iran en 1999 avec le Persépolis Téhéran
- Vainqueur de la Coupe d'Iran en 1999 avec le Persépolis Téhéran